# Режисерська версія
Режисерська версія (англ. director's cut) – це відредагована версія фільму (або відеогри, телевізійного епізоду, музичного кліпу чи реклами), що репрезентує редакцію твору, затверджену режисером, на відміну від версії релізу для кінотеатрів. Термін «director's cut» (з англ. буквально режисерська нарізка) прямо посилається на процес редагування, тобто нарізку відео кадрів. 
Режисерські версії фільмів зазвичай не оприлюднюються широким загалу, оскільки, в більшості випадків, режисер не має привілеї на редагування фінальної версії твору. Фінансові інвестори, наприклад студії що продюсують, або займаються дистриб'юцією фільмів, мають право на внесення власних правок та змін, щоб зробити фільм прибутковішим.
З появою домашніх відеоносіїв, термін режисерська версія став використовуватися у маркетингових цілях. Найпоширенішою формою режисерської версії твору стали версії з додатковими (раніше вирізаними) сценами та персонажами. Зазвичай, це робить режисерську версію значно довшою за кінотеатральний реліз.

## Походження фрази
Традиційно «режисерська версія» не є тотожним поняттям з ідеальним баченням режисера. Процес редагування фільму розбивається на декілька етапів: спочатку це збірка/чорновий монтаж, де видібрані дублі об’єднуються в тому порядку, у якому вони мають з’являтися у фільмі. Далі редакторська нарізка, що скорочує чорновий монтаж; редактор може керуватися власним бажанням, або дотримуватись приміток режисера чи продюсерів. Зрештою, виходить фінальний монтаж фільму – версія яка випускається у кінотеатри або транслюється. 
Режисерська версія фільму може включати деякі неякісні, неідеальні дублі та попередній саундтрек. У неї також можуть входити додаткові, проміжні кадри, які режисер планував замінити. Цей термін досі використовується в кіноіндустрії, рекламі та на телебаченні.

## Початок тренду
Тенденція до випуску альтернативних версій фільмів стала розповсюджуватися в 1970-х роках; у 1974 році "режисерська версія" фільму Дика Банда була продемонстрована у кінотеатрах в Лос-Анджелесі, розпродавши усі квитки.  Для кінотеатральної версії, фільм було скорочено на 10 хвилин, це дозволило фільму отримати рейтинг R. Пізніше, саме цей фрагмент фільму було визнано кращим.
Інші ранні приклади успішних режисерських релізів включають перші два фільми Джорджа Лукаса, які були перевипущені після успіху «Зоряних війн», у версіях, що відповідали його задуму, а також режисерська версія «Останнього кіносеансу» яку Пітер Богданович редагував кілька разів. Чарлі Чаплін також перевипустив усі свої фільми в 1970-х роках, деякі з яких були наново змонтовані (перевидання Чапліном «Золотої лихоманки» в 1940-х роках майже напевно є найпершим видатним прикладом виданням режисерської версії фільми на широкий загал). Для опису театрального перевидання «Близьких контактів третього ступеня» використовувалася фраза «Особливе видання». Ця версія була ближчою до оригінального задуму Спілберга, але щодо кінцівки фільму Спілберг мав піти на компроміс зі студією. 
На початку 1980-х років, з розвитком індустрії домашнього відео, створювалися режисерські релізи для відданих шанувальників кіно. Один з найперших прикладів фільмів, випущених у такий спосіб, це Брама Небесна  від режисера Майкла Чіміно. Довшу версію фільму було відкликано з кінотеатрів, але згодом її показали по кабельному телебаченню та випустили на відео носіях. «Чужі» Джеймса Кемерона, де у розширеному релізі відновлено 20 хвилин фільму, які студія наполягала на вилучені; Безодня Джеймса Кемерона, у якій сам Кемерон добровільно скоротив версію для кінотеатру, щоб зберегти темп фільму. Але найбільш відомий приклад це фільм Рідлі Скотта «Той, хто біжить по лезу». Була випущена альтернативна, так звана робоча версія фільму, для його фанів. Зрештою це призвело до повторного монтажу фільму у 1992 році.  Пізніше Скотт перемонтував фільм ще раз, випустивши версію під назвою «Фінальна версія» у 2007 році. Це була остаточний повторний монтаж версії, і перший, у якому Скотт зберіг цілковитий творчий контроль над кінцевим продуктом.

## Критика
Після того, як дистриб’ютори виявили глядацьку зацікавленість в альтернативних версіях фільмів, випуск декількох варіантів став звичною справою. Стандартів щодо випуску та маркування режисерських версій не існує, тому це призводить до так званих «режисерських скорочень» фільмів, попри те, чи насправді режисер віддає перевагу версії для кінотеатрів. Такі версії часто монтуються додаванням видалених сцен, без урахування темпу та сюжету фільму.

## Музичні кліпи
Музичний кліп Бейонсе на пісню «Listen », номіновану на премію «Оскар» у 2006 році, отримав режисерську версію Дайан Мартел . Пізніше цю версію відео було включено до відеоальбому Ноулз B'Day Anthology (2007). Linkin Park також має режисерську версію для свого музичного кліпу «Faint  (режисер Марк Романек ), у якій один з учасників гурту малює на стіні слова «En Proceso». Музичне відео Брітні Спірс на пісню " Gimme More " 2007 року було вперше опубліковано як режисерська версія на iTunes, а офіційне відео було випущено через 3 дні. Багато інших режисерських кліпів містять контент сексуального характеру, який не можна показувати по телебаченню. Тому створюються альтернативні версії сцен, як-от для кліпу Thirty Seconds to Mars «Hurricane », а в деяких випадках – альтернативні кліпи, як у випадку з кліпом  2008 року на пісню " Womanizer " від Брітні Спірс.

## Використання в поп-культурі
З популяризацією терміну «режисерська версія», його все частіше використовувався у побуті для опису «розширеної версії» будь-яких інших речей, зокрема відеоігор, музики та коміксів. Побутове використання цього терміну призвело до зниження його художньої цінності, і наразі його все рідше використовують таким чином.

### Відео ігри
Розширені версії відеоігор, які також називають «повними виданнями», мають деякі доповнення до ігрового процесу,  додаткові ігрові режими та інші функції поза основним геймплеєм .
Як і у випадку з деякими визнаними іграми від японських виробників, розробники ігор можуть переглянути свій продукт під час локалізації, розширивши функціонал для закордонних релізів ігор. Пізніше ці функції повертаються на домашній ринок у новому перевиданні гри, яку часто називають міжнародною версією. Так було з міжнародними версіями Final Fantasy VII, Metal Gear Solid і Rogue Galaxy, які містили додаткові функції (наприклад, нові параметри складності для Metal Gear Solid ), що призвело до перевидання версій цих ігор у Японії ( Final Fantasy VII International, Metal Gear Solid: Integral і Rogue Galaxy: Director's Cut ). У випадку з Metal Gear Solid 2: Sons of Liberty та Metal Gear Solid 3: Snake Eater спочатку були випущені американські версії гри, потім японські версії, а вже потім європейські версії. Випуск для кожного окремого регіону мав новий, додатковий вміст, якого немає у попередніх версіях. Весь доданий вміст із японської та європейської версій цих ігор було включено до розширених видань під назвою Metal Gear Solid 2: Substance та Metal Gear Solid 3: Subsistence .